# Heston Blumenthal

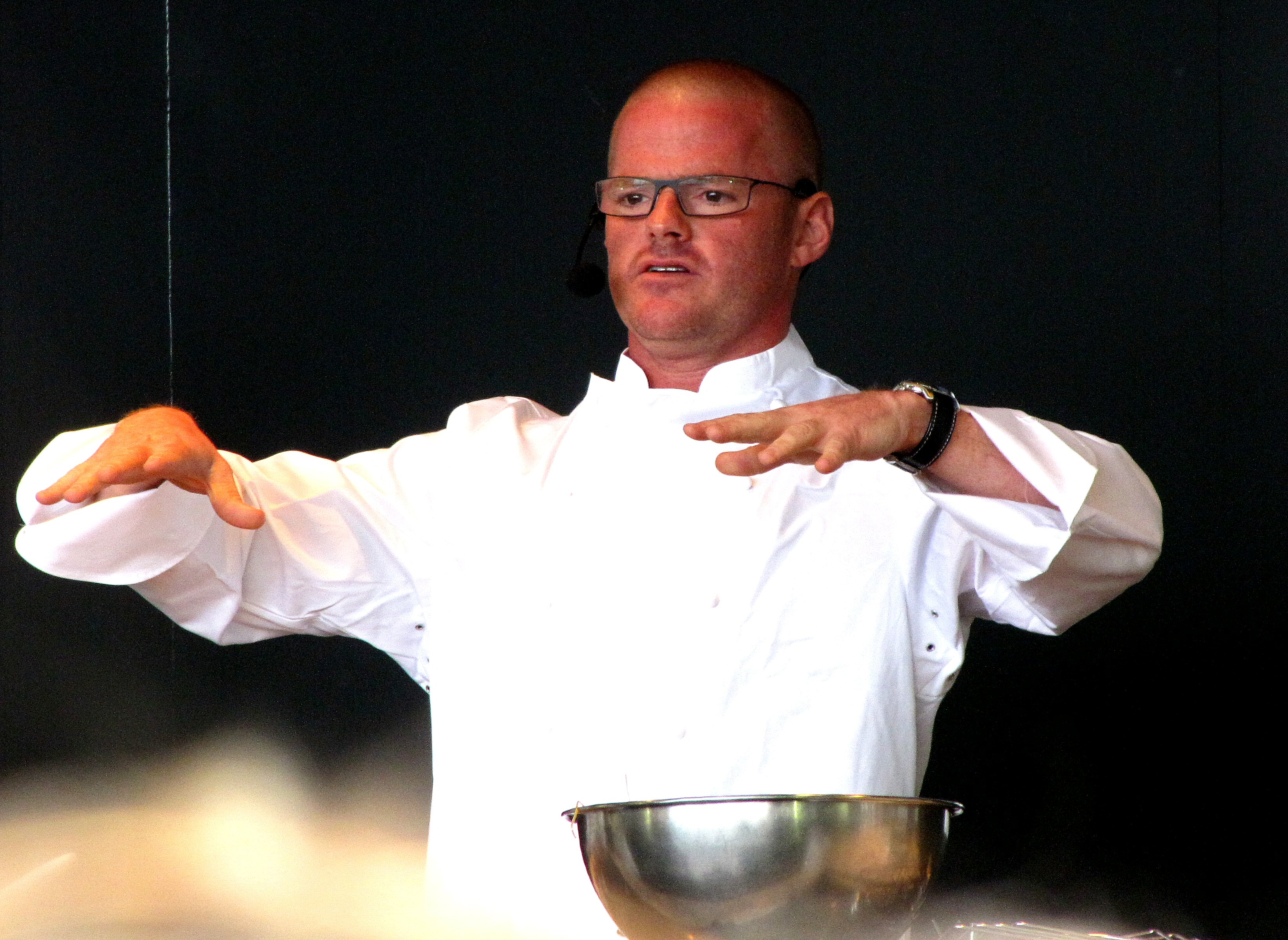

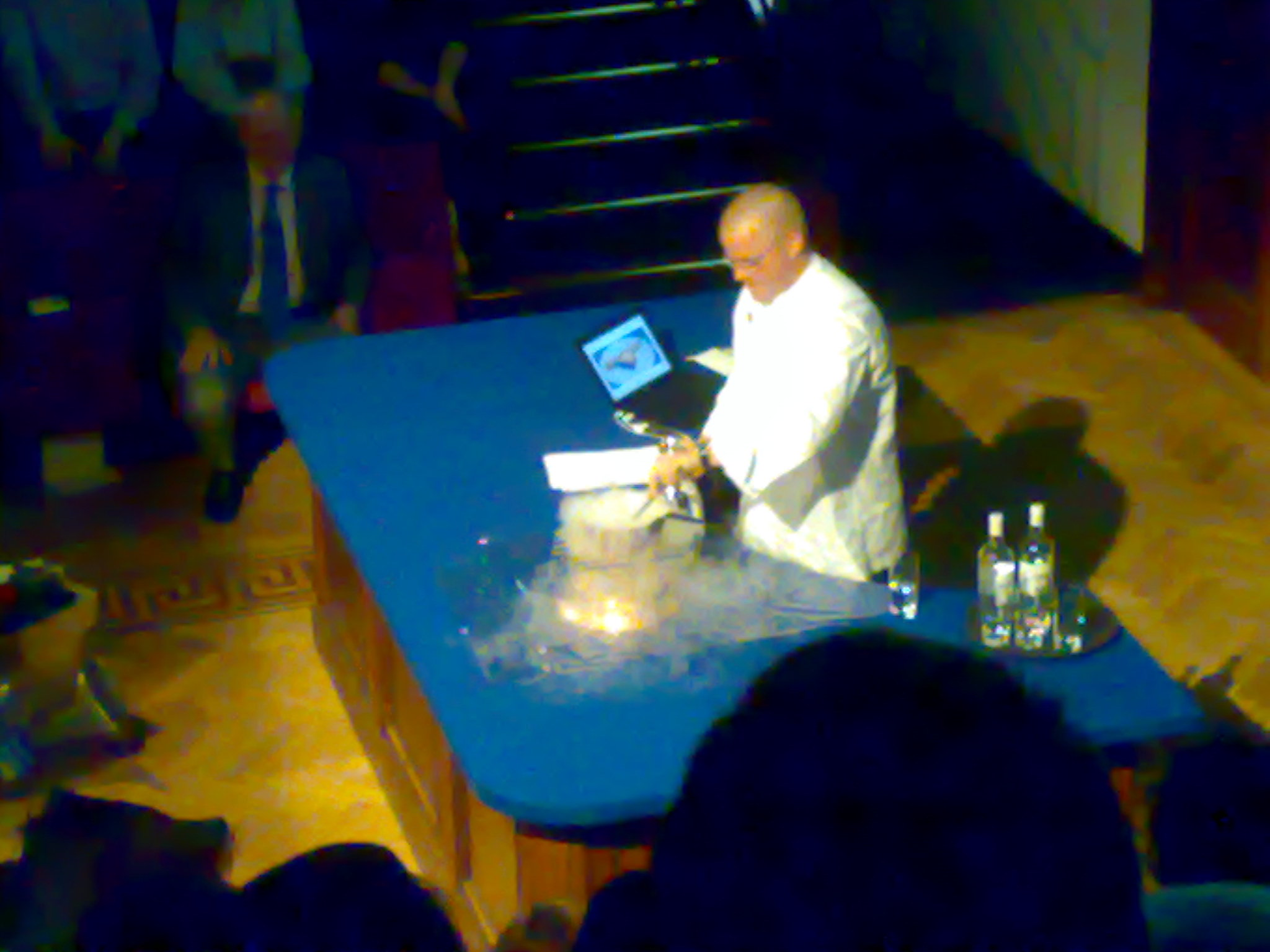
Heston Blumenthal tijdens een demonstratie met vloeibaar stikstof

Heston Blumenthal (High Wycombe, 27 mei 1966) is een Britse topkok.
Blumenthal is eigenaar van het 3-sterren-restaurant The Fat Duck in het dorpje Bray in Berkshire, door het Britse tijdschrift Restaurant in 2005 uitgeroepen tot het beste restaurant ter wereld.  In dezelfde rangschikking behaalde The Fat Duck in 2010 en 2011 respectievelijk de derde en vijfde positie. In 2012 zakte The Fat Duck naar een dertiende positie, om zo voorbij gestoken te worden door een nieuw restaurant waar Heston Blumenthal als chef opereert.
In januari 2011 opende in Londen Dinner by Heston Blumenthal, in het vijfsterrenhotel Mandarin Oriental Hyde Park. Het restaurant biedt een kaart met gerechten gebaseerd op historische Britse gerechten. Binnen het jaar kreeg de zaak een eerste Michelinster, op 30 april 2012 kwam dit restaurant van Blumenthal uit het niets op de negende plaats in de The World's 50 Best Restaurants lijst.
Ook staat Blumenthal bekend om zijn experimenten in de keuken (moleculaire gastronomie).
Zo bereidt hij bijvoorbeeld verschillende ingrediënten niet in kokend water, maar in vloeibare stikstof, en combineert hij een speciale chocolade met kaviaar. Naast zijn normale restaurantkeuken heeft hij daarom een ingericht laboratorium, waar hij regelmatig te vinden is.
Op verschillende Engelstalige tv-zenders heeft hij een eigen programma (gehad) waar zijn experimenten te zien zijn.